# Biserica Dobroteasa
Biserica Dobroteasa este o biserică de rit ortodox din București, România, datând de la sfârșitul secolului al XIX-lea.
Biserica este situată pe bulevardul Mircea Vodă nr. 35A în sectorul 3 și are hramul „Buna Vestire”, „Sfânta Cuvioasă Paraschiva” și „Sfânta Muceniță Filofteea”.
Biserica a fost închisă în perioada 1983-1989, fiind unul dintre lăcașele de cult care ar fi trebuit să fie demolat de regimul comunist.